# Jaculina dichotoma
Jaculina dichotoma is een mosdiertjessoort uit de familie van de Jaculinidae. De wetenschappelijke naam van de soort is voor het eerst geldig gepubliceerd in 1931 door Calvet.